# 桐生朝日自動車

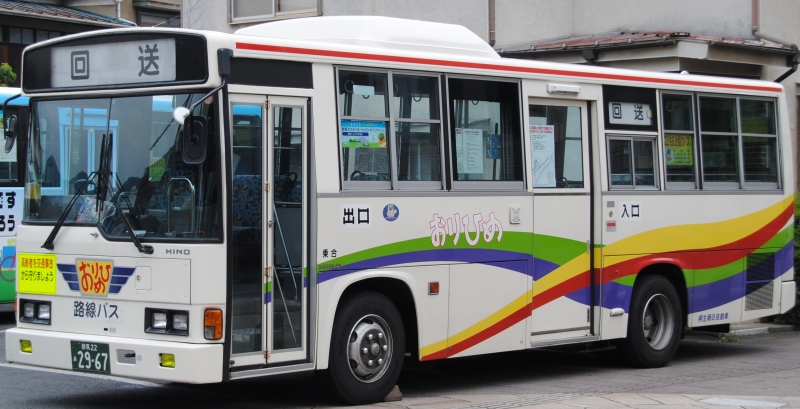
桐生朝日自動車のバス車両「おりひめバス」
（日野・レインボーRJ）

桐生朝日自動車のバス車両「おりひめバス」
（日野・ポンチョ）

桐生朝日自動車株式会社（きりゅうあさひじどうしゃ）は、群馬県桐生市に本社を置くタクシー・バス事業者。群馬県バス協会会員。朝日自動車グループに属し、朝日自動車の子会社である。

## 概要
バス事業は、桐生市内で東武バスの廃止代替路線として、桐生市から委託を受け、コミュニティバス「おりひめバス」を運行している。
タクシー事業は、グループ統括事業者の朝日自動車と同じブランド名「朝日タクシー」を用い、車両デザインも朝日自動車のタクシー車両のデザインと類似する。主に平成の大合併以前の旧桐生市域を営業区域とする。
2022年8月現在、会社公式ウェブサイトは公開されていない。

### 事業所
- 現行事業所
  - 本社・朝日タクシー桐生営業所：群馬県桐生市相生町2丁目712番地[1]

- 過去の事業所
  - 朝日タクシー大間々営業所：群馬県みどり市大間々町大間々2402-4

隣接していた日本生命営業所の建て替え移転用地となった。

## 歴史

### 東武バスの撤退
群馬県は、東武鉄道が1933年（昭和8年）に傍系会社の毛武自動車を設立し初めてバス事業を開始した、東武グループのバス事業の原点とも言える地であった。毛武自動車の営業エリアはその後、両毛地区以外にも拡大したことから東武自動車へ社名変更した。東武自動車は桐生地区では、1937年（昭和12年）1月に桐生市街自動車を買収し路線網を拡大している。
戦時統合下において東武自動車は、1938年（昭和13年）の陸上交通事業調整法で東京周辺北東ブロックの統合主体となり、1942年（昭和17年）の陸運統制令では群馬県の東毛・北毛地区の統合主体となった。また1941年（昭和16年）1月には、朝日自動車が茨城県土浦市で設立されている。
こうした歴史的経緯から、群馬県の路線バス網は東武鉄道により運営され、桐生市内でも多くの路線が運行されてきた。しかし1970年代以降のモータリゼーションの進展により乗客が著しく減少し、特に北関東は急速にモータリゼーションが進行した地域であったことから、1980年代から東武鉄道は北関東でのバス事業から急速に撤退していく。そのため東武バスのルーツであった群馬・栃木の両県（両毛地区）においては、東武鉄道1社が路線網をほぼ独占していたことから、他の地域では例を見ないないほど短期間かつ急激に路線バス網が縮小されていくこととなった。

### 桐生朝日自動車の設立
1990年代に東武鉄道直営の東武バス路線の各地域での子会社への継承が完了し、東武バス株式会社の分社化（2002年設立）が決まると、東武グループ内のバス・タクシー事業者の再編・整理統合が行われ、朝日自動車を中心とする朝日自動車グループへまとめられることとなった。タクシー事業者は1980年代から整理統合が始まり、バス事業者は1990年代から再編が進められた。
そうした一連の動きの中で、桐生ハイヤーセンターは1999年1月に分社化により桐生朝日自動車を設立、桐生ハイヤーセンターが桐生市から運行を受託していた廃止代替コミュニティバス（現：おりひめバス）も桐生朝日自動車へ移管された。なお、桐生ハイヤーセンターでは貸切バス事業による運行として受託していた。
桐生ハイヤーセンターが桐生朝日自動車へバス事業を分社化した背景には、東武グループ内のタクシー事業再編により、当時の同社は桐生市内のみならず太田市などを含む広いエリアを営業区域としていたが、本業のタクシー事業が桐生地区で、競合他社との価格競争のため低迷していたという事情もあった。
その後、2000年3月31日付で桐生朝日自動車が桐生ハイヤーセンターを吸収合併し、桐生ハイヤーセンターは消滅した。

### 年表
母体となった桐生ハイヤーセンターの沿革も併せて記述する。
- 1973年 - 関東交通が、ユニオンタクシーを合併し、桐生ハイヤーセンターに社名変更する。
- 1992年
  - 4月：桐生市内の東武鉄道（当時）のバス路線が廃止。
  - 12月：桐生市が廃止代替コミュニティバスとして2路線の設定を行い、桐生ハイヤーセンターに運行を委託する。
- 1994年 - 桐生市コミュニティバスの愛称が「おりひめバス」に決定する。
- 1996年3月31日 - 東武鉄道自動車部桐生出張所（前橋営業所傘下）が閉所。
- 1999年1月：桐生ハイヤーセンターからの分社化により、桐生朝日自動車を設立[2]。「おりひめバス」の運行を桐生ハイヤーセンターから桐生朝日自動車へ移管。
- 2000年3月31日 - 桐生朝日自動車が桐生ハイヤーセンターを吸収合併。

## 受託路線

### コミュニティバス
- おりひめバス

## 不祥事
- 2022年8月23日、桐生朝日自動車が桐生市から委託を受けて運行しているコミュニティバス「おりひめバス」の男性運転手（52歳）が、左足と心臓に障害を持つ身体障害者の乗客に対し、不適切な対応をしていたことが市と会社への取材により判明した[6][7]。同社によれば、運転手は同年6月21日に当該乗客に対し降車時に「早く降りろ」と怒鳴り[8]、早く降りるよう急がせた[6][7][8]。これに対し当該乗客は同日中に市と同社へ抗議したため[6][7]、同社営業所長が乗客に謝罪し、運転手に厳重注意した[6][7][8]。しかしその後も同年7月26日、同じ運転手が当該乗客に対し障害者手帳を提示させ「（障害者手帳は）偽物だろ」「中身を見せろ」と言い[6][7][8]、当該乗客がバスを下りると運転手も降車して来て「（乗客が）障害者手帳を不正利用している」と言い[6][7]、暴言を浴びせ罵った[8]。当該乗客は同日中に市と同社へ再度抗議したため[6][7]、同社営業所長が乗客に再度謝罪し、運転手に2回目の厳重注意をした[6][7][8]。同社は「利用者の信頼を失うもので、従業員教育を徹底、再発防止に努める」と釈明した[6][8]。また「おりひめバス」の運行を委託している桐生市は事態を重く受け、コミュニティバス運行を担当する市交通ビジョン推進室は、同社に対し書面での報告を求めるとともに[6][8]、「公共交通サービスとしてあってはならないことで遺憾だ」「強く指導していきたい」と表明した[6][8]。